# Moritz Pasch
Moritz Pasch (1843-1930) va ser un matemàtic alemany conegut per haver estat el primer en exposar la geometria de forma purament axiomàtica.

## Vida i Obra
Pasch va començar estudiant química a la universitat de Breslau, però aviat es va canviar a les matemàtiques a suggeriment del seu professor, Heinrich Schröter, qui finalment li va dirigir la tesi doctoral (1865). Després d'un temps a Berlín, on va estudiar amb Weierstrass i Kronecker, va aconseguir la seva habilitació docent a la universitat de Giessen el 1870.
Tota la seva carrera acadèmica (1870-1911) es va desenvolupar en aquesta universitat, essent professor extraordinari a partir de 1873, professor titular a partir de 1875 i catedràtic a partir de 1888, en substitució del difunt Heinrich Baltzer. També va ser degà de la facultat el 1883 i rector de la universitat el 1893-94.
El 1911 es va retirar de la docència, però va continuar una activa recerca. Va morir lluny de Giessen, durant un viatge de vacances.
A Pasch li devem la primera axiomatització moderna de la geometria. En el seu llibre Vorlesungen über die neuere Geometrie (Lliçons sobre geometria moderna) (1882, 2a ed. 1926), basat en les classes que havia estat donant des de 1873, declara la seva intenció d'establir explícitament tots els conceptes i proposicions bàsiques de la geometria projectiva (axiomes), derivant-ne de ells tots els resultats de la disciplina de forma estrictament lògica i insistint en la idea que el conjunt d'axiomes ha de ser complet. En aquest aspecte és l'antecedent més directe de l'axiomatització (avui considerada canònica) feta per David Hilbert uns anys més tard (1899).